# Hypocrisy

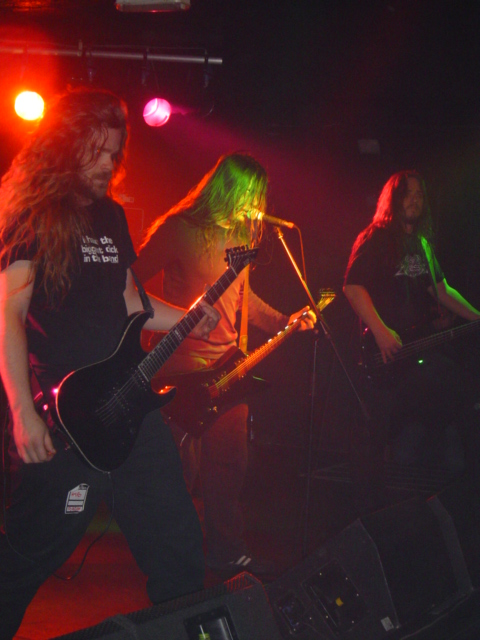
Hypocrisy

Hypocrisy is een Zweedse melodische-deathmetalband.

## Geschiedenis
De band werd in 1990 opgericht door Peter Tägtgren. De teksten in waren in het begin antichristelijk en soms zelfs satanistisch. Nadien zijn de heren van Hypocrisy zich meer gaan richten op het paranormale en aliens, hoewel de teksten op het album Virus uit 2005 meer gaan over omgaan met geweld, emotionele problemen en verslavingen.

## Huidige leden
- Peter Tägtgren - zang, gitaar, toetsen (The Abyss, Pain (Swe), ex-Lindemann, ex-Bloodbath, ex-Lockup, ex-Algaion, ex-sessielid Marduk)
- Thomas Elofsson - gitaar (sessie)
- Mikael Hedlund - basgitaar (The Abyss)
- Horgh - drums (ex-Grimfist, Immortal (Nor), Pain (Swe) en ex-Lost at Last)

## Voormalige leden
- Magnus "Masse" Broberg - 1992-1993 zang (Dark Funeral, Dominion Caligula)
- Jonas Österberg - 1992 gitaren
- Lars Szöke - drums (The Abyss)
- Mathias Kamijo (Algaion) - live-gitaren
- Andreas Holma - gitaar

## Discografie
- Penetralia (1992)
- Osculum Obscenum (1993)
- Pleasure of Molestation (1993) - ep
- Inferior Devoties (1994) - ep
- The Fourth Dimension (1994)
- Abducted (1996)
- Carved Up (1996) - single
- Maximum Abduction (1997) - ep
- Final Chapter (1997)
- Hypocrisy Destroys Wacken 1998 (1998)
- Hypocrisy (1999)
- Into the Abyss (2000)
- 10 Years of Chaos and Confusion (2001) - compilatiealbum
- Catch 22 (2002)
- The Arrival (2004)
- Virus (2005)
- Catch 22 V2.0.08 (2008)
- A Taste of Extreme Divinity (2009)
- End of Disclosure (2013)
- Worship (2021)